# Бобилєва Світлана Йосипівна
Бобилєва Світлана Йосипівна (нар.12 липня 1947, Макіївка, УРСР) - радянський та український історик,  кандидат історичних наук, професор, Член Російської академії німців З 1995 р. – головний редактор збірника наукових праць «Вопросы германской истории», 1997 р. – керівник Центру українсько-німецьких досліджень

## Біографія
Народилась в Донецькій області, в 1965 році закінчила вступила на історичний факультет Дніпропетровського державного університету, який закінчила 1970, з того часу до 1973 навчалась в аспірантурі. З цього ж року працювала на кафедрі всесвітньої історії до виходу на пенсію в 2018
В 1980 році захистила кандидатську дисертацію на тему: «Робітничий клас та соціальна політика юнкерсько-буржуазного блоку Німеччини (1900–1914 рр.)». З 1999 по 2007 завідувач кафедри всесвітньої історії
У 2004 році отримала звання професора Автор понад 200 наукових статей, 6 колективних монографій, навчального посібника «Історія Німеччини з давніх часів до 1945 року» МОН України.